# 돌아온 톰 소여와 허클베리 핀
《돌아온 톰 소여와 허클베리 핀》(Back To Hannibal: The Return Of Tom Sawyer And Huckleberry Finn)은 미국에서 제작된 폴 크레스니 감독의 1990년 영화이다. 라파엘 스바지 등이 주연으로 출연하였고 휴 벤슨 등이 제작에 참여하였다. 톰 소여와 허클베리 핀이 자신의 친구 짐을 살인 혐의로부터 구해낸다.

## 출연

### 주연
- 라파엘 스바지 - 톰 소여 역[2]
- 미첼 앤더슨

### 조연
- 메건 팔로우즈
- 윌리엄 윈돔
- 네드 비티
- 폴 윈필드
- 그레이엄 제이비스
- 조지 페트리
- 쉐어 패럴
- 행크 스톤
- 조셉 보바
- 자카리 베네트
- 버트 마셜
- 랠프 실리
- 제임스 안소니
- 홈즈 오스본
- 윗 레이처트
- 팀 스네이
- 켄 팁튼

## 기타
- 미술: 로버트 J. 베이컨